# States of Grace
Pour plus de détails, voir Fiche technique et Distribution.
States of Grace (Short Term 12) est un film américain réalisé par Destin Daniel Cretton, sorti en 2013.
Présenté en compétition au Festival international du film de Locarno 2013, il remporte la mention spéciale du jury international et le prix du jury œcuménique. L'actrice principale Brie Larson remporte le prix d'interprétation féminine.

## Synopsis
Sensible et déterminée, Grace est à la tête d'un foyer pour adolescents en difficulté. Parmi les jeunes membres de son équipe, diversement expérimentés, la solidarité et le bon esprit sont de mise. Jusqu’à l’arrivée soudaine d’une fille tourmentée qui ignore les règles du centre et renvoie Grace à sa propre adolescence… pas si lointaine.

## Fiche technique
- Titre original : Short Term 12
- Réalisation : Destin Daniel Cretton
- Scénario : Destin Daniel Cretton
- Décors : Rachel Myers
- Costumes : Joy Cretton, Mirren Gordon-Crozier
- Montage : Nat Sanders
- Musique : Joel P. West
- Photographie : Brett Pawlak
- Son :
- Production : Joshua Astrachan, Asher Goldstein, Ron Najor, Maren Olson
- Sociétés de production : Animal Kingdom, Traction Media
- Sociétés de distribution :
- Pays d’origine :  États-Unis
- Budget :
- Langue : anglais
- Durée : 96 minutes
- Format : couleurs - 16 mm - 1.85:1 - son Dolby numérique
- Genre : drame
- Dates de sortie
  -  Suisse : 11 août 2013 (festival international du film de Locarno)
  -  États-Unis : 23 août 2013
  -  France : 23 avril 2014

## Distribution
- Brie Larson (VF : Sophie Planet) : Grace
- John Gallagher, Jr. (VF : Frédéric Popovic) : Mason
- Kaitlyn Dever (VF : Marie Gamory) : Jayden
- Rami Malek (VF : Jean-Pierre Leblan) : Nate
- Lakeith Stanfield (VF : Jean-Marco Montalto) : Marcus
- Kevin Hernandez (VF : Franck Victor) : Luis
- Melora Walters : le docteur Hendler
- Stephanie Beatriz (VF : Catherine Collomb) : Jessica
- Lydia Du Veaux (VF : Pascale Chemin) : Kendra
- Alex Calloway (VF : Adrien Solis) : Sammy
- Frantz Turner (VF : Gérard Rouzier) : Jack

Sources et légende : version française selon le carton de doublage français.

## Distinctions

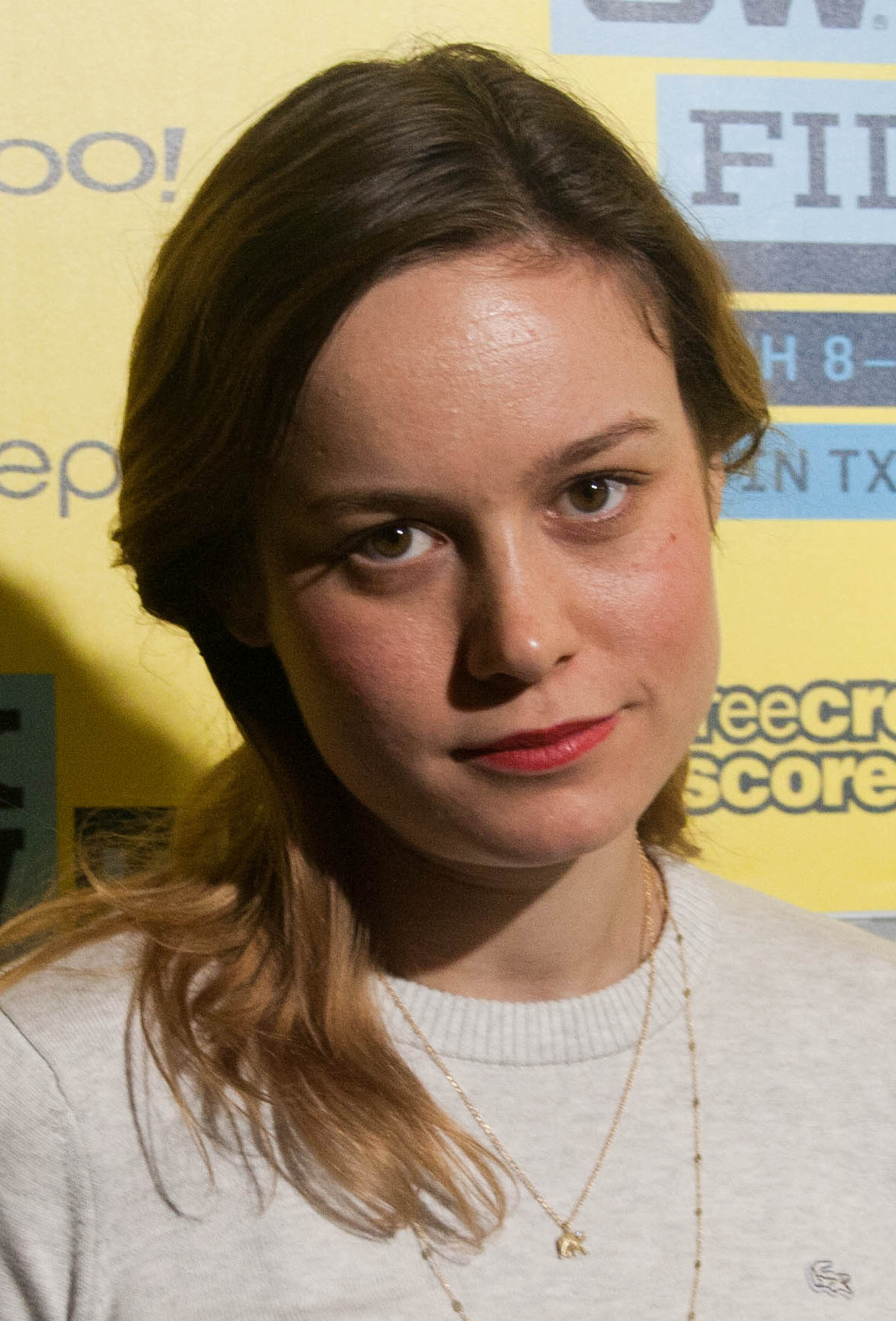
L'actrice principale multirécompensée pour sa performance Brie Larson.

### Récompenses
- SXSW Film Festival 2013 : sélection officielle « Narrative »
  - Grand prix du jury
  - Prix du public
- Festival du film de Little Rock 2013 : Golden Rock du meilleur film (sélection officielle)
- Festival du film de Los Angeles 2013 : prix du public (sélection officielle)
- Festival du film de Maui 2013 : sélection officielle
  - Prix du public
  - Rising Star Award pour Brie Larson
- Festival du film de Nantucket 2013 : Showtime Tony Cox Award du meilleur scénario pour Destin Daniel Cretton (sélection officielle)
- Festival international du film de Locarno 2013 : sélection officielle
  - Léopard pour la meilleure interprétation féminine pour Brie Larson
  - Mention spéciale du jury international
  - Prix du jury œcuménique
  - Deuxième prix Cinema e Gioventù

- Austin Film Critics Association Awards 2013 : meilleure actrice et révélation de l'année pour Brie Larson
- Detroit Film Critics Society Awards 2013 : meilleure actrice et révélation de l'année pour Brie Larson
- Gotham Awards 2013 : meilleure actrice pour Brie Larson
- St. Louis Film Critics Association Awards 2013 : meilleur film du festival
- Chicago Film Critics Association Awards 2013 : réalisateur le plus prometteur
- Black Film Critics Circle Awards 2013 : meilleure actrice pour Brie Larson

- Central Ohio Film Critics Association Awards 2014 : meilleur film passé inaperçu
- Georgia Film Critics Association Awards 2014 : meilleur scénario adapté
- Chlotrudis Awards 2014 : meilleure actrice pour Brie Larson

### Nominations et sélections
- Festival du cinéma américain de Deauville 2013 : sélection officielle

- Critics' Choice Movie Awards 2014 : meilleure actrice pour Brie Larson
- Independent Spirit Awards 2014 :
  - Meilleure actrice pour Brie Larson
  - Meilleur acteur dans un second rôle pour Keith Stanfield
- Satellite Awards 2014 : meilleure chanson originale pour So You Know What It's Like